# Lucilia angustifrons
Lucilia angustifrons este o specie de muște din genul Lucilia, familia Calliphoridae, descrisă de Ye în anul 1983. Conform Catalogue of Life specia Lucilia angustifrons nu are subspecii cunoscute.